# Hintersee (Ramsauer Ache)
Hintersee (trước đây là Ferchensee hay Forchensee, từ Förche = cá hồi) là một hồ nước rộng 16,4 ha ở xã Ramsau thuộc Berchtesgadener Land, cách trung tâm Ramsau khoảng hai km về phía tây. Ngôi làng Hintersee được đặt theo tên hồ nằm ngay trên bờ phía tây với khoảng 100 cư dân,  về phía tây nam của thôn Antenbichl, nơi ban đầu nó thuộc về.

## Địa lý

### Hình thành
Hintersee ở chân Reiteralpe và Hochkalter được hình thành vào khoảng 3500 đến 4000 năm trước khi một tảng đá rơi xuống từ Blaueistal từ khối núi Hochkalter, có diện tích 75 ha, nơi nước từ Klausbach xuất phát từ Hirschbichl tụ lại, đồng thời tạo ra Zauberwald. Để ngăn chặn quá trình bồi lắng thêm do trầm tích mang theo, vào khoảng năm 1900, Klausbach đã được dẫn xung quanh Hintersee chảy xuống Sillersbach, trước khi cuối cùng chảy vào Ramsauer Ache. Tuy nhiên, hồ ngày nay chỉ còn một phần ba diện tích ban đầu.

### Vị trí và cảnh quan
Hồ nằm hoàn toàn trong khu vực rừng Hintersee, cho đến  khi được hợp nhất với Ramsau ở Berchtesgaden vào Tháng 1 năm 1984, là một khu vực chưa thuộc xã nào.
Ngày nay hồ chỉ được cung cấp bởi các con rạch nhỏ từ phía tây và tây bắc. Một trong số này là Antonigraben, nằm bên dưới Edelweißlahnerkopf và cách Antonikapelle nơi được liệt kê vào các tòa nhà được bảo tồn (có mái che, thế kỷ 17 ) cách đó vài mét.). Nước có độ sâu tối đa là 18 mét và trong những tháng mùa hè, nhiệt độ của nước lên đến tối đa là 16 °C.

## Phát triển và sử dụng

### Tổng quát
Hồ thuộc sở hữu của Bang Bayern, do Cơ quan Quản lý Cung điện, Vườn và Hồ Bayern chịu trách nhiệm.
Từ Ramsau có thể đi bộ đến hồ qua Zauberwald. Có tuyến đường thuyền điện trên hồ, du khách có thể thuê thuyền chèo và thuyền đạp. Nhà khách YMCA và một số khách sạn và nhà hàng nằm trên bờ Hintersee.

### Sử dụng vào mùa đông
Hồ thường xuyên bị đóng băng vào mùa đông và được sử dụng bởi những người trượt băng, chơi curling và đi bộ đường dài.

## Hình ảnh

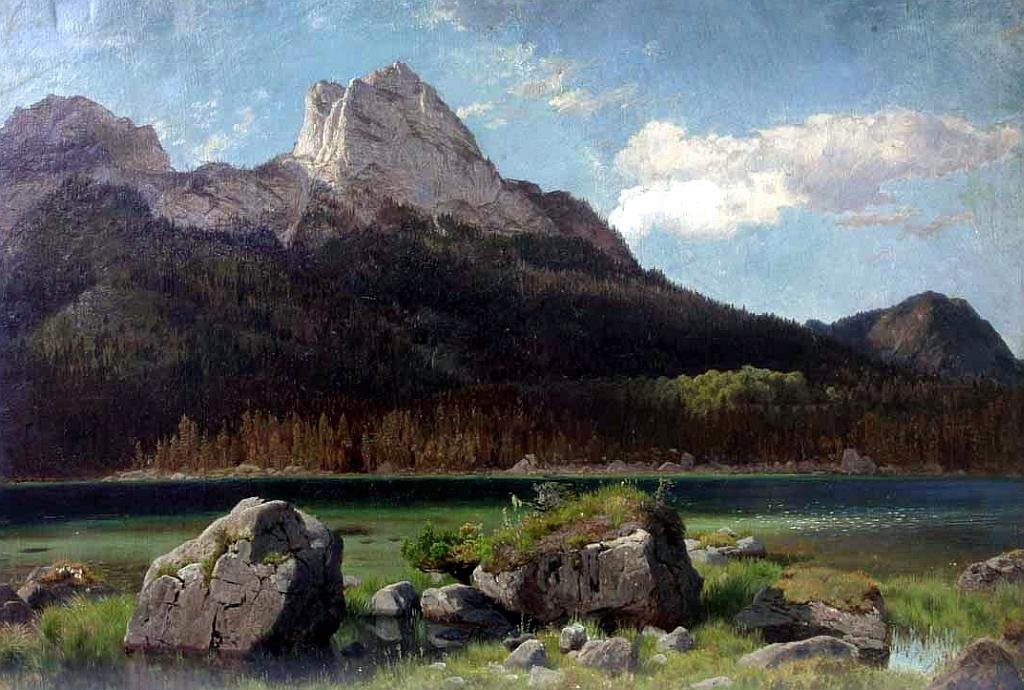
Johann Wilhelm Schirmer: Hintersee gần Berchtesgaden (1838)
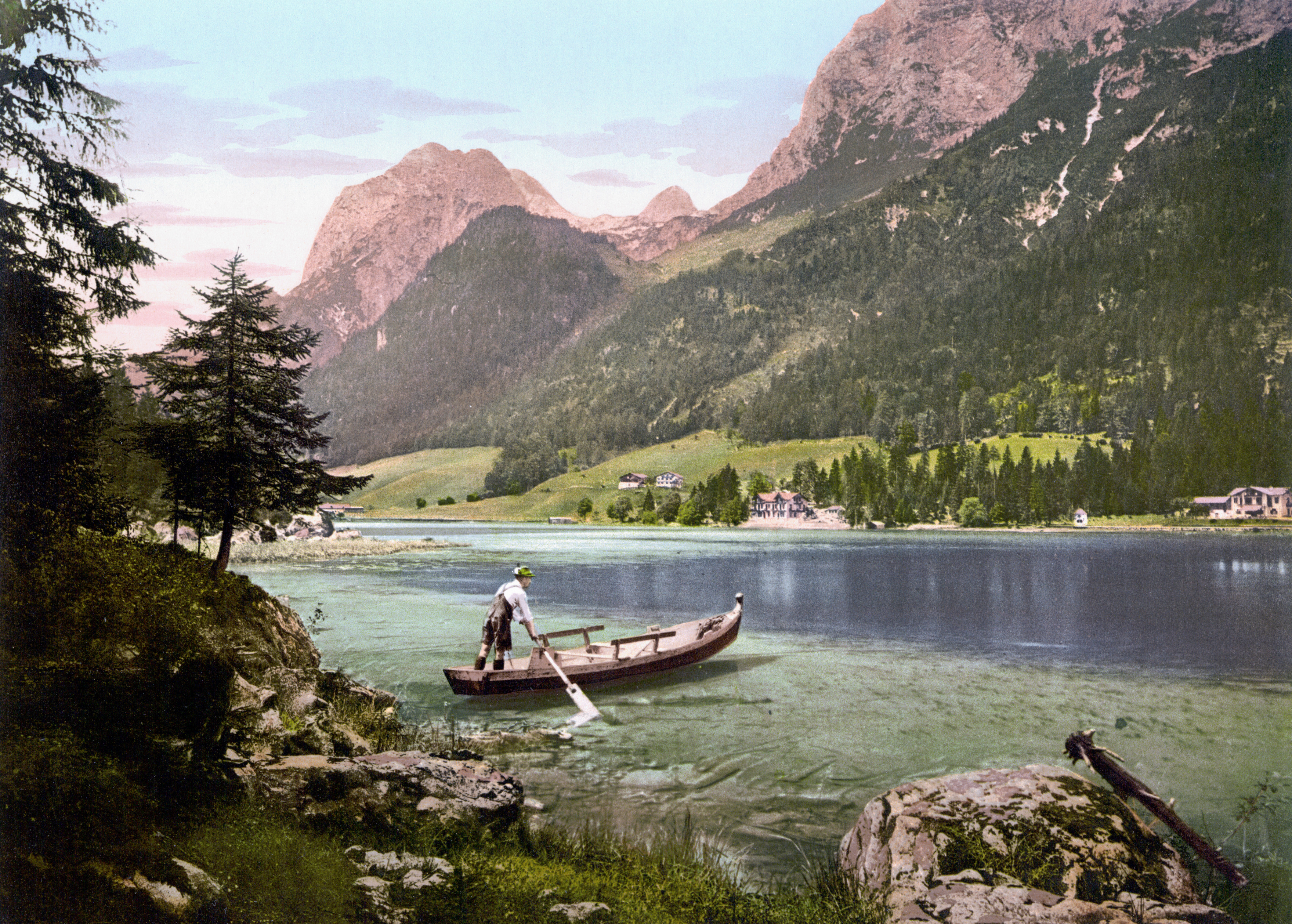
Hintersee vào khoảng năm 1900 (bản in photochromic)
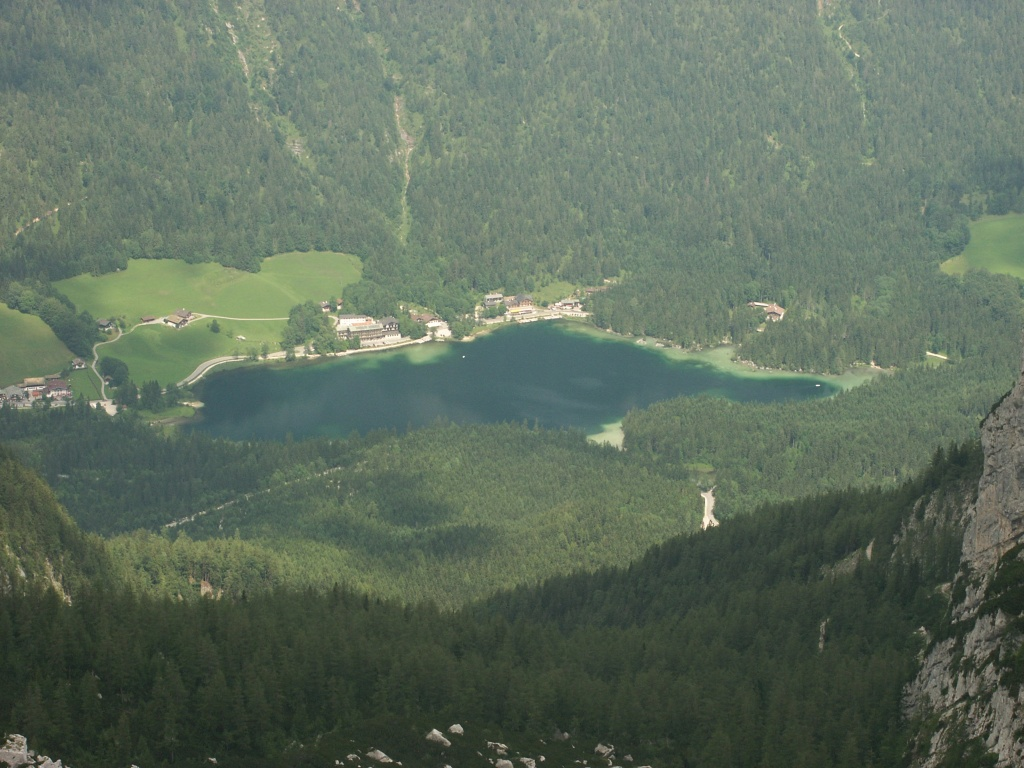
Quang cảnh đi lên Schärtenspitze: Hintersee với làng Hintersee
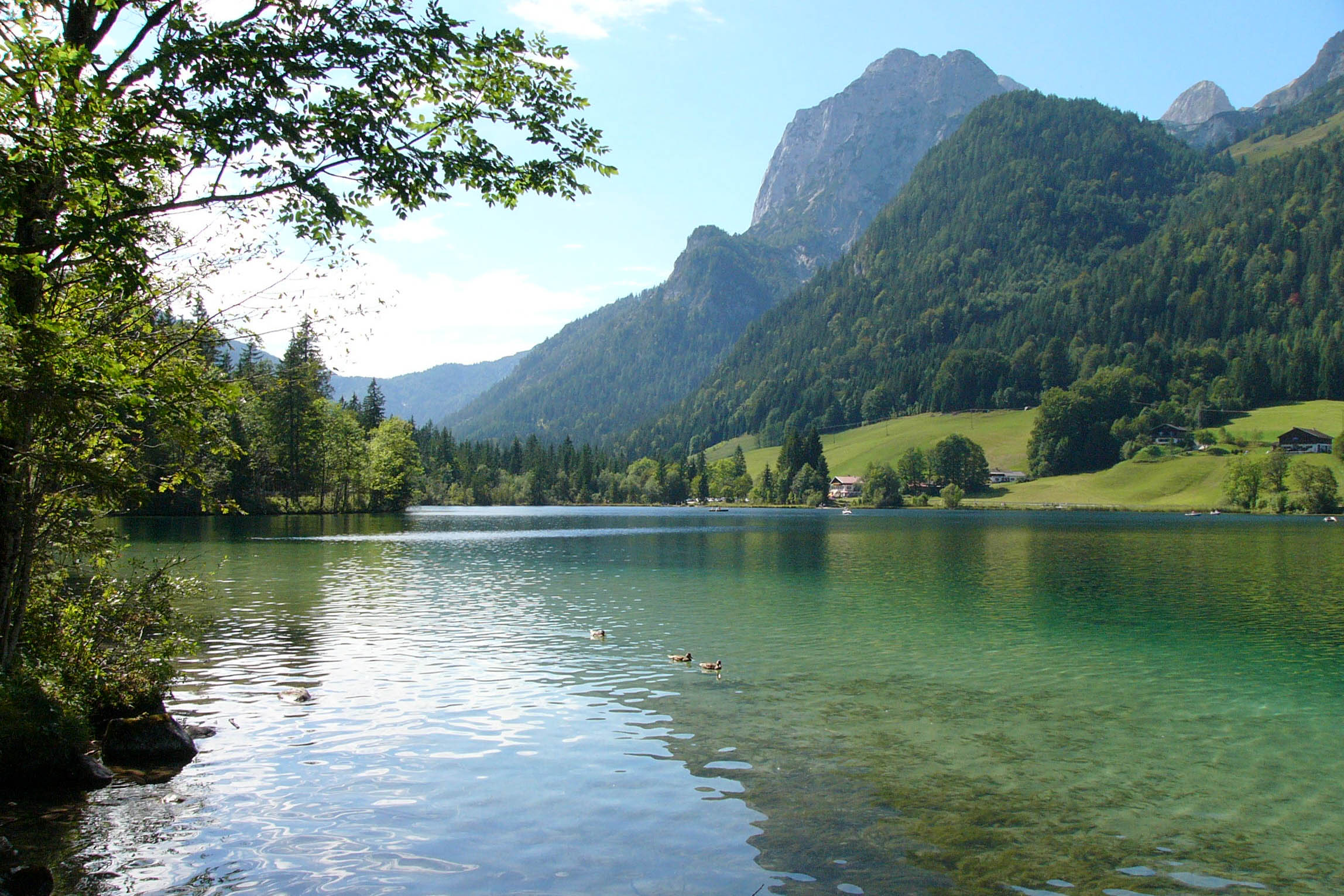
Hintersee gần Ramsau với Mühlsturzhorn
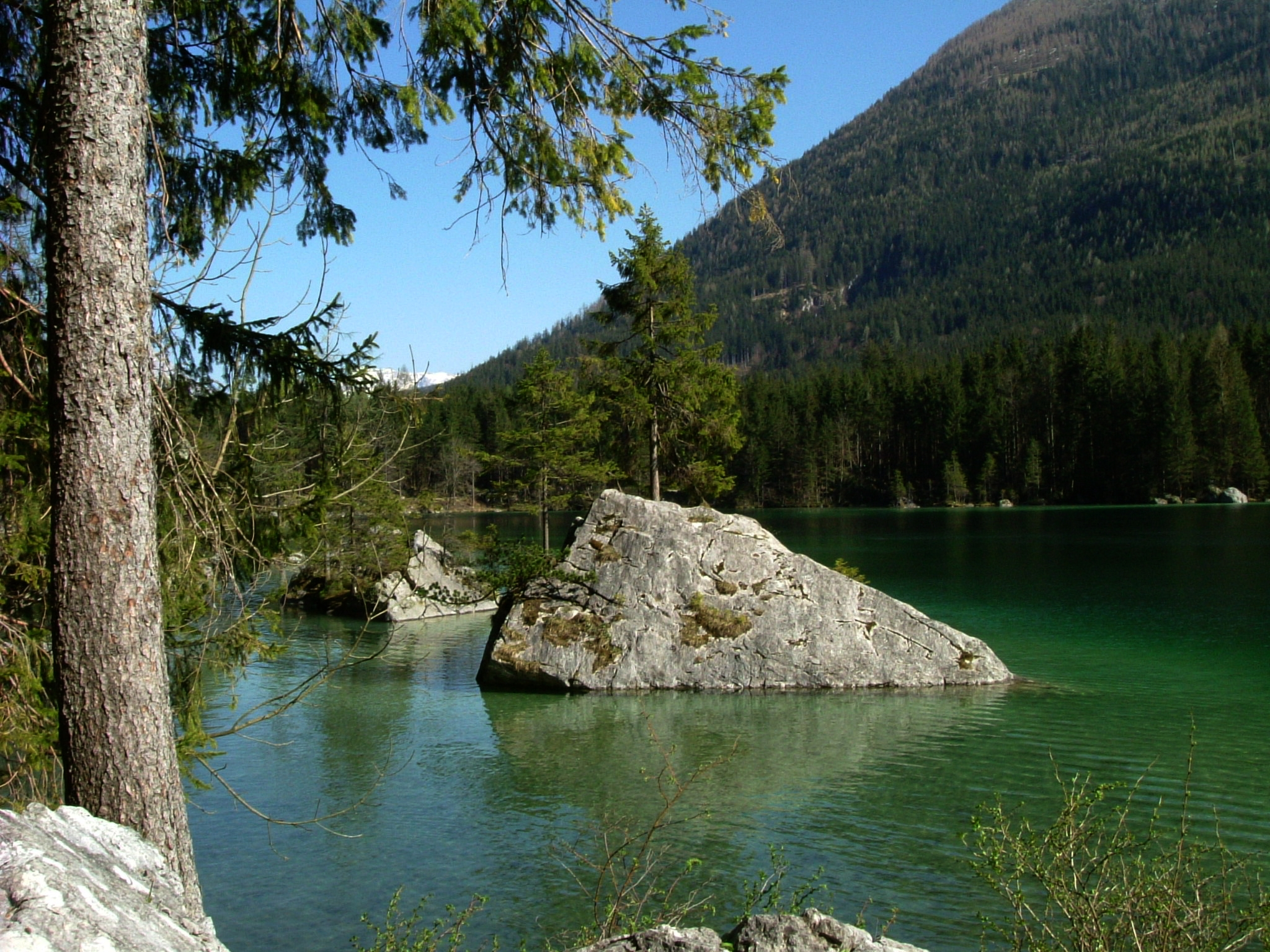
Phong cảnh tại Hintersee

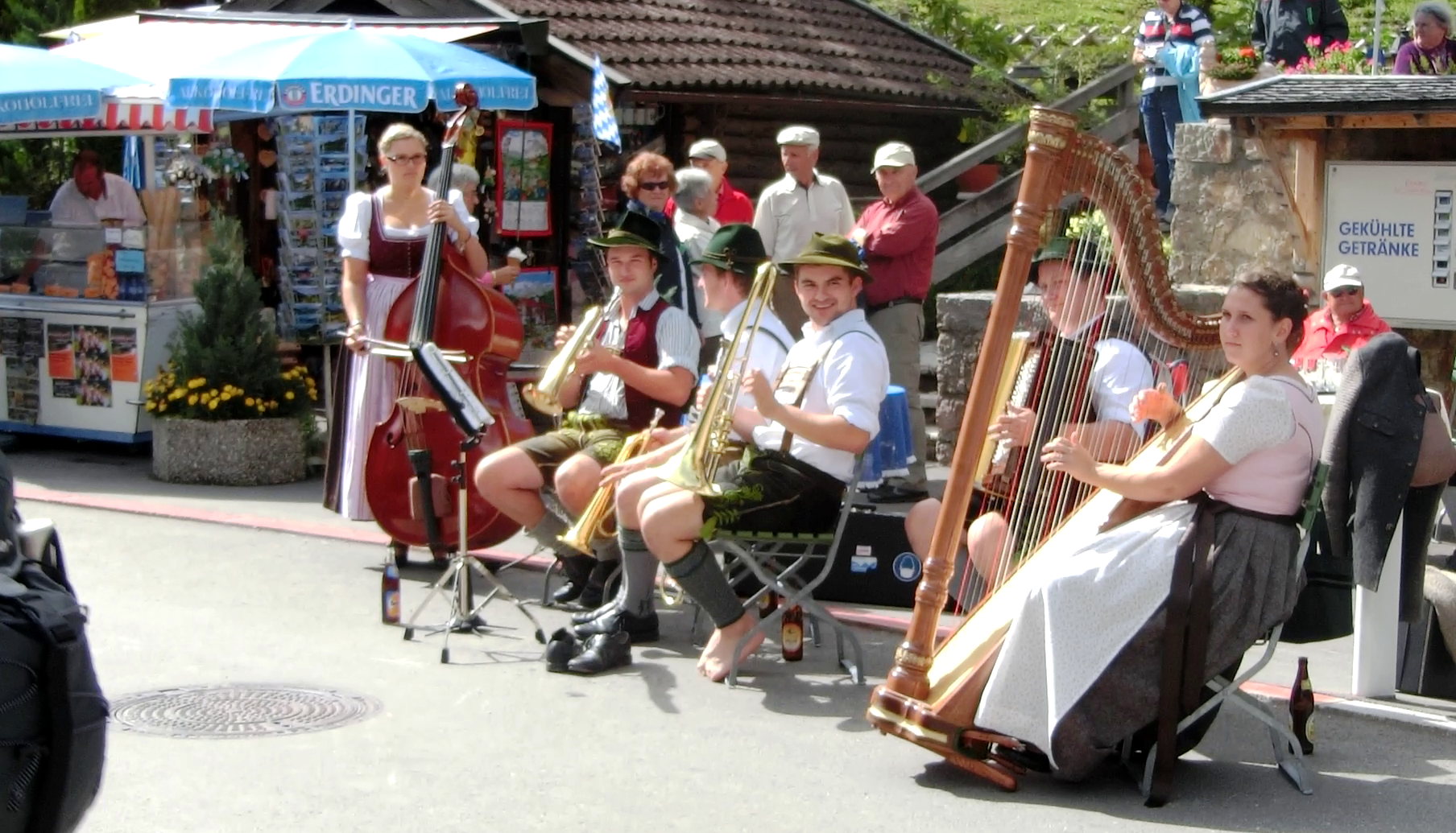
Nhạc sĩ tại lễ hội hồ  2013
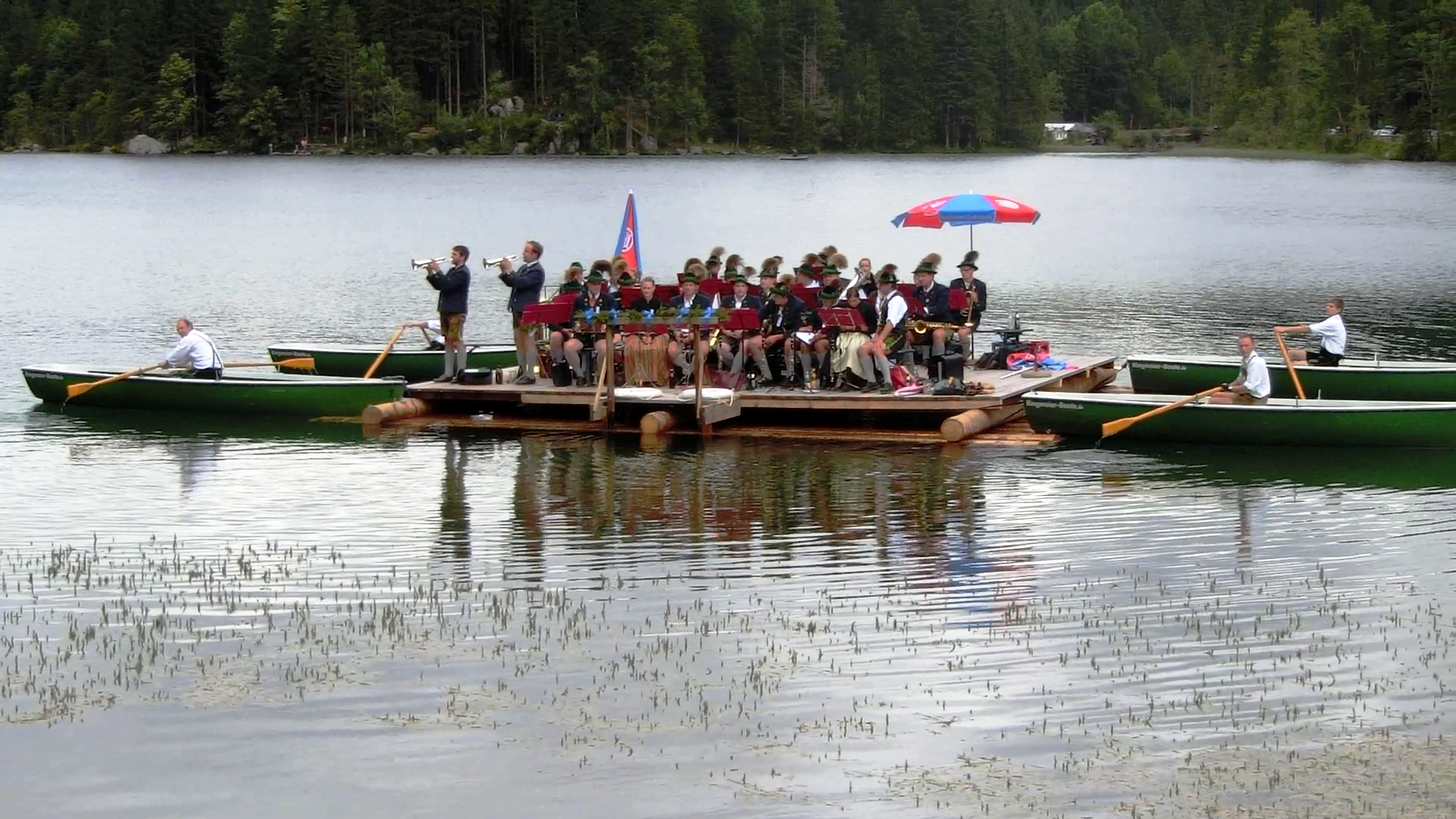
Nhạc sĩ tại lễ hội hồ  2013